# Nižný Mirošov
Nižný Mirošov, v letech 1927–1965 dvojjazyčně Nižný Mirošov/Nižnyj Mirošov (maďarsky Alsómerse, do roku 1907 Alsómirossó), je obec v okrese Svidník na severovýchodním Slovensku. Obec se nachází v Nízkých Beskydech v Ondavské vrchovině, v údolí a na dolním toku potoka Mirošovec, těsně před soutokem s Ondavou.

## Historie
Nižný Mirošov je poprvé písemně zmíněn v roce 1567 jako Also Meraso, kdy byl součástí panství Makovica. V roce 1787 měla obec 54 domů a 296 obyvatel. V roce 1828 zde bylo 47 domů a 356 obyvatel, kteří byli zaměstnáni jako zemědělci, chovatelé dobytka a sezónní zemědělští dělníci. V 19. století zde byl kamenolom. K polovině 19. století došlo ke značnému vystěhovalectví. V období první Československé republiky obyvatelé pracovali jako zemědělci a lesní dělníci, ale docházelo i k výraznému vystěhovalectví. Během druhé světové války byla obec těžce poškozena.

## Církevní stavby

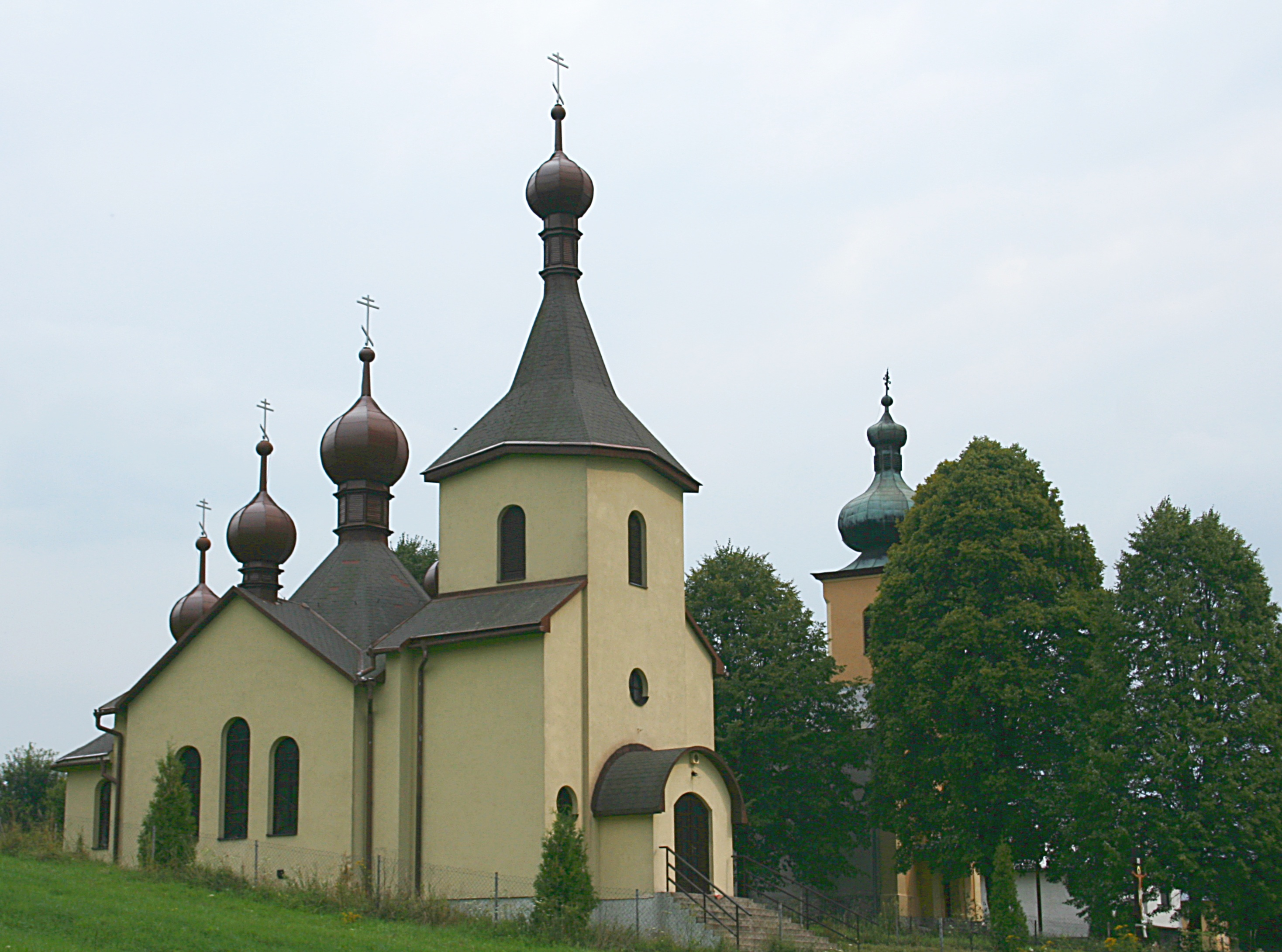
Nižněmirošovské kostely

- Řeckokatolický chrám archanděla Michaela z roku 1926[3]
- Pravoslavný chrám Nanebevstoupení Páně